# 腾冲箭竹
腾冲箭竹（学名：Fargesia solida）为禾本科箭竹属下的一个种。

## 扩展阅读
- 維基物種上的相關：腾冲箭竹